# Altolamprologus compressiceps
Altolamprologus compressiceps is een straalvinnige vis uit de familie van de cichliden (Cichlidae). De wetenschappelijke naam van de soort is voor het eerst geldig gepubliceerd in 1898 door George Albert Boulenger als Lamprologus compressiceps. De soort werd ontdekt in het Tanganyikameer.